# 拟赤梢鱼
拟赤梢鱼（学名：Pseudaspius leptocephalus）为輻鰭魚綱鯉形目雅羅魚科拟赤梢鱼屬的鱼类，俗名红尾、尖嘴，分布於亞洲蒙古、中國黑龙江、乌苏里江、松花江、俄羅斯阿穆爾河、薩哈林島等流域，體長可達68公分，體重可達3.7公斤，壽命可達20年。该物种的模式产地在鄂嫩河。喜歡棲息在河川主流道，屬肉食性，以其他魚類為食，繁殖期約在六月中旬，可做為食用魚。